# Fonction de Bessel modifiée

Les quatre premières fonctions de Bessel modifiées de première espèce

Les quatre premières fonctions de Bessel modifiées de deuxième espèce

Les fonctions de Bessel modifiées génèrent l'ensemble des solutions de l'équation différentielle
{\displaystyle x^{2}{\frac {{\text{d}}^{2}y}{{\text{d}}x^{2}}}+x{\frac {{\text{d}}y}{{\text{d}}x}}-(x^{2}+n^{2})y=0}.
Les fonctions de Bessel modifiées de première espèce In et de deuxième espèce Kn sont reliées à la fonction de Bessel de première espèce Jn par,
{\displaystyle I_{n}(x)=\mathrm {i} ^{-n}\,J_{n}(\mathrm {i} x)=\sum _{m=0}^{\infty }{\frac {1}{m!\,(m+n)!}}\left({\frac {x}{2}}\right)^{2m+n}},
{\displaystyle K_{n}(x)={\frac {\pi }{2}}{\frac {\mathrm {i} ^{n}J_{-n}(\mathrm {i} x)-\mathrm {i} ^{-n}J_{n}(\mathrm {i} x)}{\sin(n\pi )}}} lorsque {\displaystyle n\notin \mathbb {Z} } et
{\displaystyle K_{n}(x)=\lim \limits _{p\to n}{\frac {\pi }{2}}{\frac {\mathrm {i} ^{p}J_{-p}(\mathrm {i} x)-\mathrm {i} ^{-p}J_{p}(\mathrm {i} x)}{\sin(p\pi )}}} lorsque {\displaystyle n\in \mathbb {Z} }

## Propriétés deKn

### Intégrales
{\displaystyle K_{n}(z)={\frac {2^{n}\Gamma (n+1/2)}{\sqrt {\pi }}}z^{n}\int _{0}^{+\infty }{\frac {\cos x}{(z^{2}+x^{2})^{n+1/2}}}\,{\text{d}}x}
{\displaystyle K_{n}(z)={\frac {\sqrt {\pi }}{2^{n}\Gamma (n+1/2)}}z^{n}\int _{1}^{+\infty }(x^{2}-1)^{n-1/2}\exp(-zx)\,{\text{d}}x} (pour n > -1/2)